# Sinfonía n.º 25 (Haydn)

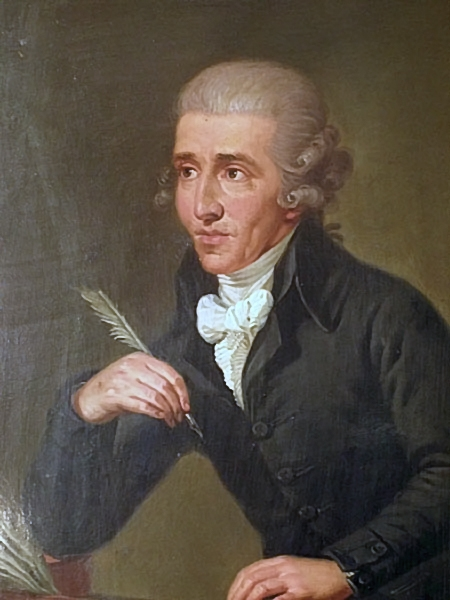
Haydn hacia 1770.

La Sinfonía n.º 25 en do mayor, Hob. I:25 fue compuesta por Joseph Haydn en algún momento entre 1760 y 1764.

## Historia

### Composición
La producción sinfónica del maestro austríaco puede dividirse a grandes rasgos en tres bloques temporales: el primer bloque (1757-1761) se corresponde con su periodo al servicio del conde Carl von Morzin (n.º 1 - n.º 5); el segundo bloque en la corte Esterházy (1761-1790 pero con la última sinfonía para el público de Esterházy en 1781); y el tercer bloque (1782-1795) comprende las Sinfonías de París (n.º 82 - n.º 87) y las Sinfonías de Londres (n.º 93 - n.º 104). El 1 de mayo de 1761 el compositor firmó su contrato como vice-kapellmeister (más tarde kapellmeister) de la familia Esterházy, que nominalmente duró 48 años, hasta su muerte.
La composición de esta pieza se desarrolló según algunos estudiosos probablemente en 1763, o como muy pronto en 1761, al mismo tiempo que la Sinfonía n.º 33. Hodgson en una tabla de las sinfonías de Haydn recoge la n.º 25 en 1763, pero con una flecha señalando el año 1761. Por su parte, Landon sostiene un rango mayor, sugiriendo que podría haber estado escrita entre 1760 y 1764. La carrera musical del maestro austríaco comenzó con sus primeras experiencias como niño de coro en las postrimerías del Barroco y terminó bien entrada la espectacular evolución de Beethoven como compositor. Obras como esta sinfonía reflejan la gran diversidad de estilos musicales a los que Haydn estuvo expuesto a lo largo de su vida: el lenguaje propio del compositor está impregnado tanto de los esquemas formales y dramáticos barrocos como de las nuevas estructuras de frases y los ritmos armónicos más lentos del Clasicismo.

### Publicación
La primera publicación fue llevada a cabo en 1768 por la editorial Le Chevardière como Op. 4 N.º 6 en la que fueron editadas solamente las partes para cuerda. En 1908 en el volumen 2 de Breitkopf & Härtel vio la luz la partitura completa.

## Instrumentación
La partitura está escrita para una orquesta formada por:
- Viento madera: 2 oboes y 1 fagot.
- Viento metal: 2 trompas.
- Cuerda: una sección de cuerdas con 2 violines, viola, violonchelo y contrabajo.
- Teclado: clavecín como bajo continuo.

A diferencia de la mayoría de las sinfonías en do mayor escritas por Haydn, esta no contiene trompetas y timbales. En palabras de Hodgson, "aunque la tonalidad es do mayor, ésta no es una de las Sinfonías festivas: los solos de trompa en el Trío son modestos y afinados, pero en ningún caso espectaculares".
En aquella época se solía emplear un fagot para amplificar la voz del bajo, incluso sin una notación separada. En cuanto a la participación del clavecín como bajo continuo en las sinfonías de Haydn existen diversas opiniones entre los estudiosos: James Webster se sitúa en contra; Hartmut Haenchen a favor; Jamie James en su artículo para The New York Times presenta diferentes posiciones por parte de Roy Goodman, Christopher Hogwood, H. C. Robbins Landon y James Webster. A partir de 2019 la mayor parte de las orquestas con instrumentos modernos no utiliza el clavecín como continuo. No obstante, existen grabaciones con clavecín en el bajo continuo realizadas por: Trevor Pinnock (Sturm und Drang Symphonies, Archiv, 1989-1990); Nikolaus Harnoncourt (n.º 6–8, Das Alte Werk, 1990); Sigiswald Kuijken (incluidas las Sinfonías de París y Londres; Virgin, 1988-1995); Roy Goodman (Ej. n.º 1-25, 70-78, 82-87; Hyperion, 2002).

## Estructura y análisis
La sinfonía consta de tres movimientos:
- I. Adagio 4
4 – Allegro molto, en do mayor 2
4
- II. Menuet – Trio, en do mayor 3
4
- III. Presto, en do mayor 2
4

La interpretación de esta obra dura aproximadamente entre 10 y 15 minutos. Es una composición casi tan atípica como la Sinfonía n.º 15. Se inicia con un movimiento combinado lento-rápido, seguido de un minueto y un veloz Finale. Carece de movimiento lento, lo cual es un rasgo extraño en una sinfonía de Haydn. Las obras que adoptan la forma de sonata da chiesa barroca se abren con un movimiento lento y continúan con otro más rápido. Muchas de las primeras sinfonías de Haydn siguen este patrón; sin embargo, la n.º 25 ofrece una deliciosa alternativa que con el tiempo se convirtió en un elemento estándar de la forma sinfónica, como se evidencia en obras de Mozart, Beethoven y, con modificaciones posteriores, en las obras de maestros tan variados como Brahms y Franck. En su conjunto la sinfonía destaca por su extrema brevedad y por la manera en que los cuatro movimientos estándar se reducen a tres. Este modelo fue adoptado más tarde, entre otros, por Jean Sibelius. Estas innovaciones, que marcan la verdadera importancia de las sinfonías de Haydn, resonaron durante cientos de años, influyendo, como ya se ha señalado, en una generación tras otra de sinfonistas.

### I.Adagio – Allegro molto
El primer movimiento, Adagio – Allegro molto, está escrito en la tonalidad de do mayor, en compás de 4/4 que en el Allegro pasa a 2/4. Se abre con una larga introducción lenta, marcada Adagio, de carácter serio casi "eclesiástico". El oyente cree que continuará a la manera típica de la sonata da chiesa, pero Haydn traza el camino hacia el movimiento propiamente dicho, un Allegro molto en forma sonata, una solución mucho más clásica al problema formal. El tema inicial está basado en un tipo de melodía habitual en las sonatas eclesiásticas austriacas de mediados de siglo, que evoca el estilo de la sonata a trío, desplegándose contrapuntísticamente sobre una línea de bajo tipo "walking bass". Pero a medida que avanza la música, los temas y las texturas cambian constantemente, y el Adagio pronto demuestra ser formal y funcionalmente ambiguo también: como una introducción lenta, se dirige hacia la dominante; pero a diferencia de cualquier introducción propiamente dicha, alcanza y prolonga la dominante no menos de cuatro veces, y es en conjunto demasiado largo para el propósito. No encaja en ningún patrón genérico. No es sorprendente, por tanto, que la forma cíclica de toda la sinfonía sea ambigua. Si el Adagio es después de todo una (larga y extraña) introducción, el patrón cíclico sería intro/minueto rápido-finale; es decir, una forma "galante" de tres movimientos con un minueto en medio pero sin movimiento lento, los tres movimientos en la tónica. Si el Adagio fuera un movimiento lento de apertura independiente, el patrón sería lento/rápido-minueto-finale, como en las Sinfonías n.º 5, 11, 21, 22 entre otras. Pero según Webster el Adagio no constituye un movimiento independiente. La Sinfonía n.º 25 sigue siendo una anomalía genérica. El Allegro molto propiamente dicho está, como muchos otros movimientos rápidos de apertura en do mayor, en 2/4, con el habitual aire bullicioso y "festivo". Una falsa recapitulación a mitad de la pieza prepara una continuación del desarrollo, seguramente uno de los primeros ejemplos de este que es uno de sus "trucos" favoritos; la verdadera recapitulación aparece unos cuarenta compases más tarde.

### II.Menuet– Trio
El segundo movimiento, Menuet – Trio, está en do mayor y el compás es 3/4. Haydn omite por completo el movimiento lento. El minueto está escrito en estilo galante y se combina con un trío concertante, en el que tanto los oboes como las trompas tienen su oportunidad de brillar.

### III.Presto
El tercer y último movimiento, Presto, retoma la tonalidad inicial, el compás es 2/4 y responde a la forma sonata-allegro abreviada. El Finale se caracteriza por un tema canónico y por carecer de desarrollo real o, al menos, un desarrollo y una repetición combinados. Como el de la Sinfonía n.º 3, se basa en una variante del lema de cuatro notas de la Sinfonía "Júpiter" de Mozart. Sin embargo, en esta ocasión el despliegue contrapuntístico es mínimo, con sólo una breve imitación (apenas audible como tal) al principio del desarrollo, y otra algo más elaborada al principio de la recapitulación.